# Dolora Zajick
Dolora Zajick es una mezzosoprano norteamericana nacida el 24 de marzo de 1952 en Salem, Oregón. Especializada en personajes de Verdi, es uno de los máximos exponentes en el registro mezzo.
Creció en Nevada donde estudio con Ted Puffer en la Universidad de Nevada prosiguiendo en la Manhattan School of Music y en el Merola programa de la Ópera de San Francisco, donde debutó como Azucena de Il trovatore de Verdi. Con el mismo papel debutó en 1988 en el Metropolitan Opera donde lleva cantadas 180 representaciones en veinte temporadas. 
Otros roles asociados con ella son Amneris, Eboli, Ulrica, Lady Macbeth, Adriana Lecouvreur, la Favorita, Marfa en Jovánschina, Jezibaba en Rusalka, Santuzza en Cavalleria Rusticana, Adalgisa en Norma y Juana de Arco en La doncella de Orléans de Chaicovski.
Ha sido dirigida, entre otros, por James Conlon, Antonino Fogliani, Daniele Gatti, Valeri Guérguiev, James Levine, Lorin Maazel, Zubin Mehta, Riccardo Muti, Michael Tilson Thomas.
Una de las mezzos favoritas del MET, canta a menudo en la Lyric Opera de Chicago, la Opera de San Francisco, Houston, Toulouse, Verona, Madrid, el Liceo barcelonés y otros teatros de España. 

## Discografía de referencia
- Dvorák: Rusalka / Mackerras
- Massenet: Hérodiade / Gergiev
- The Art Of The Dramatic Mezzo-soprano / Rosekranz
- Verdi: Aida / Levine
- Verdi: Aida / Levine (DVD)
- Verdi: Aida / Santi (DVD)
- Verdi: Don Carlo / Levine
- Verdi: Il Trovatore / Levine, Pavarotti(DVD)
- Verdi: Il Trovatore / Levine, Domingo
- Verdi: Requiem / Muti, Studer, Pavarotti, Ramey, Zajic
- James Levine's 25th Anniversary - Metropolitan Opera Gala (DVD)